# 강원중도개발공사
강원중도개발공사(Gangwon Jungdo-development Corporation, GJC)는 2012년 설립된 대한민국의 건설업 기업이다. 대한민국 강원특별자치도 춘천시에 본사를 두고 있다. 김진태의 공약사업이었던 레고랜드 코리아의 개발을 위해 설립되었으며 김진태에 의해 기업회생이 신청되면서 대한민국 경제에 큰 유동성 위기를 가져왔다.

## 역사
- 2012년 8월 6일: 엘엘개발주식회사(LL Development) 설립
- 2019년 1월 31일: 사명 변경
- 2020년: 어음 발행을 위해 아이원제일차 설립

## 레고랜드 사태
2012년 6월 김진태는 제19대 국회의원으로서 “연내 착공하는 레고랜드에 절대적으로 중요한 교량을 차질없이 건설할 수 있도록 국비 확보에 최선을 다하겠다”라고 했다. 2014년 9월 김진태는 "만약 이거 안되면 소양강에 뛰어내리겠다고 했는데 안그러게 돼서 다행입니다"라고 말했다. 2016년 4월 김진태는 레고랜드 코리아의 조속한 추진을 공약으로 내걸고 제20대 국회의원에 당선되었다. 2018년 1월 10일 김진태는 "올해 3월말까지 레고랜드 테마파크 시공계약 체결이 무산되면 최문순 지사는 사퇴해야 한다"라고 말했다.
2022년 9월 20일 강원중도개발공사는 대출금 총 2050억원에서 최종적으로 412억원에 대한 자체상환이 불가능하다고 보고했다. 2022년 9월 28일 김진태는 강원중도개발공사의 기업회생을 신청한다고 했다. 2022년 10월 5일 강원도가 채무 보증을 약속했던 부동산 프로젝트파이낸싱(PF) 자산유동화기업어음(ABCP)이 부도처리되었다. 지방자치단체의 보증실패는 시장에 큰 충격을 가져다주었다.
주간조선은 불공정한 계약을 맺은 것은 최문순의 책임이지만 그것을 국가적 경제위기로 확대시킨 것은 김진태라고 지적했다.